# 朱公鏜
郃陽惠恭王朱公鏜（1432年9月9日—1471年12月23日），明朝秦藩第一代郃陽王，秦康王朱志𡐤之庶第二子，生母夫人潘氏。

## 生平
宣德七年八月十五日（1432年9月9日）生。正統七年九月十三日（1442年10月16日），封郃陽王。王府位於咸寧縣秦府東南三里處。正統八年（1443年），定歲祿為二千石，其中米五百石，餘折鈔。同年，獲賜儀仗。
正統十三年（1448年），獲賜厨役四名。天順元年（1457年），祿米加至七百石。同年，獲賜鹽引，每年三十引。
成化七年十一月十二日（1471年12月23日）薨，享年四十歲，在位三十年，諡號惠恭。五年後，庶長子鎮國將軍朱誠泓襲爵。

## 家庭

### 妻
- 刘氏（－1467年），南城兵马副指挥刘英之女，正統十一年（1446年）封郃陽王妃[9]。
- 宋氏，咸寧縣处士宋纶之女，封郃陽王繼妃。

### 妾
- 錢洲慧（1430年－1484年），咸寧縣錢廣之女，初為郃陽王媵，成化十八年（1482年）封郃陽惠恭王夫人，生朱誠泓。
- 雍氏（1432年－1509年），咸寧縣雍鑑之女，景泰二年（1451年）被納，後封郃陽王夫人，生朱誠汾、朱誠澮。
- 許氏，封郃陽王夫人，生朱誠激、朱誠漪、朱誠濛、朱誠溧。[10]

### 子孫
- 庶長子：鎮國將軍→郃陽溫穆王朱誠泓[8]
- 第二子：镇国将军朱诚汾[7]
  - 孫：輔國將軍朱秉橘[11]，後為郃陽王府奉祀宗室[12]
  - 孫女：商河郡君，儀賓高廷弼[10]
- 第三子：鎮國將軍→郃陽悼安王朱誠澮
- 庶四子：鎮國將軍朱誠激，號知止[13]，成化元年（1465年）四月賜名[14]，配夫人孟氏[15]
  - 子：輔國將軍朱秉枇，號南峯[13]
    - 第一子：奉國將軍朱惟𤉦[15]
    - 第二子：奉國將軍朱惟烇（1534年8月11日—1559年4月11日），號恒居。生母胡氏。配郭氏（1535年2月15日—1606年3月7日），是西安前衛處士郭淵與李氏的女兒，秦宣王朱懷埢次妃的族妹，封淑人[16]
      - 嫡長子：鎮國中尉朱懷埈，娶段氏，封恭人[16]
        - 第一女：宗女，宗婿張純光[16]

      - 嫡次子：鎮國中尉朱懷塑，號江臯。娶陳氏，封恭人[16]
        - 第一子：輔國中尉朱敬𨩱，娶姚氏，封宜人[16]
          - 第一子：朱誼洳[16]
          - 第一女：宗女，宗婿王養氣，是儒士王化龍的兒子[16]
          - 第二女：幼[16]
          - 第三女：幼[16]

        - 第二子：常壽（乳名）[16]
        - 第一女：宗女，宗婿趙仕俊[16]
        - 第二女：宗女，宗婿李遇春，是西安前衛指揮李勳的次子[16]
        - 第三女：四姐，幼[16]
        - 第四女：五姐，幼[16]

    - 子：奉國將軍朱惟燃，出繼朱秉㮘，娶胡氏，是朱秉㮘妻胡氏姪女[15]

  - 第六子：輔國將軍朱秉㮘（1515年10月15日—1566年5月26日），號仁山，生母孟氏，娶胡氏[15]
    - 女：富城縣君，儀賓王玶[15]
- 第五子：镇国将军朱诚漪[17]
  - 孫：朱秉㯕[11]
  - 孫：朱秉栺[18]
- 第六子：镇国将军朱诚濛[19]
  - 孫：輔國將軍朱秉㮖[20]
    - 曾孫：奉國將軍朱惟𤆄
    - 曾孫女：句容縣君，儀賓王燈[21]
- 第七子：镇国将军→庶人朱诚溧[22]
  - 孫：輔國將軍朱秉杝[20]
    - 曾孙：奉国将军朱惟𤈍
    - 曾孙：奉国将军朱惟𤈜
    - 曾孫女：崑山縣君，儀賓吉夢麟[23]

  - 孫：輔國將軍→庶人朱秉柃[24]
    - 曾孫：朱惟㷷[25]

  - 孫：輔國將軍→庶人朱秉枌
  - 孫：輔國將軍朱秉㮙
  - 孫：輔國將軍朱秉杴
  - 孫：輔國將軍朱秉棨
  - 孫：輔國將軍朱秉
  - 孫：輔國將軍朱秉材[24]
    - 曾孫：朱惟烑
    - 曾孫：朱惟炅
    - 曾孫：明聚（乳名）
    - 曾孫：明來（乳名）[23]

  - 孫：輔國將軍朱秉㭿[24]
  - 孫女：順義郡君，儀賓燕希鉞[23]
- 子：鎮國將軍
  - 孫：輔國將軍，號鶴軒
    - 曾孫：奉國將軍朱惟烞，號望鶴
      - 玄孫：鎮國中尉朱懷壡
        - 五世孫：輔國中尉朱敬鍙
          - 六世孫：朱誼洺

        - 五世孫：輔國中尉朱敬
        - 五世孫：緜璽（乳名）

      - 玄孫：朱懷鮭
      - 玄孫：鎮國中尉朱懷墦
      - 玄孫：朱懷[26]

## 墓葬
成化八年七月二日（1472年8月6日），朱公鏜與妃劉氏合葬於陝西西安府咸寧縣韋曲里洪固鄉之原（今陝西省西安市雁塔区长延堡街道瓦胡同村西安市财政干部教育培训中心）。1997年2月至5月，西安市文物保护考古所为配合培训中心的基本建設，對二人的合葬墓進行了發掘。

[誌蓋]

大朙宗室郃陽惠恭王壙誌銘

[誌文]

大明秦府郃陽惠恭王壙誌銘

　　王諱公鏜，

太祖高皇帝之玄孫，

　秦愍王之曾孫，

　隱王之孫，

　康王之子，行二。　嫡母妃陳氏，母夫人潘氏。王生於宣德七年八月十

　　五日。既長，

上命平江伯陳豫、給事中王弼持

節冊封為郃陽王，適正統七年九月十三日也。王天性明睿，淳厚謙冲，樂

　　善親賢，恪遵

祖訓。事

君上維忠，事　王考、母妃、母夫人維孝，處昆弟極友愛。課諸子以詩書，雖

　　盛暑祁寒，亦不少替。至於御羣下，恩威並著，内外肅然。時以古之東

　　平、河間方之也。正宜享有壽考，藩屏　國家，詎意成化七年十一月

　　十二日以疾薨於正寢，享年四十。

上聞訃，哀悼，輟視朝。遣行人劉肅齎捧祭文，自初喪、七七迄下葬，皆諭祭。

　　特謚曰惠恭。在京親王　崇王等王及文武大臣亦皆致祭。仍

命工部差辦事官林清經營葬事、齎送銘旌，欽天監陰陽人李聰擇期安

　　葬，陕西布政司成造冥噐如制。妃劉氏，南城兵馬副指揮英之女，先

　　四年薨。繼宋氏，咸寧處士綸之女。子七人，俱封為鎮國將軍。長曰誠

　　泓，夫人錢氏出也；次曰誠汾、誠澮，夫人雍氏出也；曰誠激、誠漪、誠濛、

　　誠溧，夫人許氏出也。兹以王薨之明年七月二日，合葬于咸寧縣韋

　　曲里洪固鄉之原，坐子向午。

勑修先妃之壙，遵　定制也。嗚呼！王生長　宗室，為國藩屏，茂膺封爵，貴

　　富無隆。生順死安，夫復何憾。於是述其梗㮣，納諸幽壙，用垂不朽云。

　　銘曰：猗歟賢王，派衍

天潢。錫封郃陽，德音孔彰。洪固之鄉，以永其藏。勒兹銘章，垂燿無疆。

　　成化八年七月初二日。